# Pecharromán
Pecharromán es una localidad española perteneciente al municipio de Valtiendas, en la provincia de Segovia, comunidad autónoma de Castilla y León.
En su término local se encuentran el despoblado de Cárdaba.

## Geografía

### Ubicación
La localidad de Pecharromán se encuentra situada en la zona central de la península ibérica, en el extremo norte de la provincia de Segovia.
| Noroeste: Sacramenia  | Norte: Sacramenia | Noreste: Valtiendas |
| Oeste: Sacramenia     |                   | Este: Valtiendas    |
| Suroeste: Fuentidueña | Sur: Fuentidueña  | Sureste: Fuentesoto |

### Clima
El clima de Pecharromán es mediterráneo continentalizado, como consecuencia de la elevada altitud y su alejamiento de la costa, sus principales características son:
- La temperatura media anual es de 11,50 °C con una importante oscilación térmica entre el día y la noche que puede superar los 20 °C. Los inviernos son largos y fríos, con frecuentes nieblas y heladas, mientras que los veranos son cortos y calurosos, con máximas en torno a los 30 °C, pero mínimas frescas, superando ligeramente los 13 °C.

- Las precipitaciones anuales son escasas (514,10mm) pero se distribuyen de manera relativamente equilibrada a lo largo del año excepto en el verano que es la estación más seca (82,20mm). Las montañas que delimitan la meseta retienen los vientos y las lluvias, excepto por el Oeste, donde la ausencia de grandes montañas abre un pasillo al Océano Atlántico por el que penetran la mayoría de las precipitaciones que llegan a Pecharromán.

| Precipitaciones por estación (mm) |        |        |          |        |
| Primavera                         | Verano | Otoño  | Invierno | TOTAL  |
| 149,40                            | 82,20  | 141,10 | 141,40   | 514,10 |

En la Clasificación climática de Köppen se corresponde con un clima Csb (oceánico mediterráneo), una transición entre el Csa (mediterráneo) y el Cfb (oceánico) producto de la altitud. A diferencia del mediterráneo presenta un verano más suave, pero al contrario que en el oceánico hay una estación seca en los meses más cálidos.
| Parámetros climáticos promedio de San Miguel de Bernuy en el periodo 1961-2003 | Parámetros climáticos promedio de San Miguel de Bernuy en el periodo 1961-2003 | Parámetros climáticos promedio de San Miguel de Bernuy en el periodo 1961-2003 | Parámetros climáticos promedio de San Miguel de Bernuy en el periodo 1961-2003 | Parámetros climáticos promedio de San Miguel de Bernuy en el periodo 1961-2003 | Parámetros climáticos promedio de San Miguel de Bernuy en el periodo 1961-2003 | Parámetros climáticos promedio de San Miguel de Bernuy en el periodo 1961-2003 | Parámetros climáticos promedio de San Miguel de Bernuy en el periodo 1961-2003 | Parámetros climáticos promedio de San Miguel de Bernuy en el periodo 1961-2003 | Parámetros climáticos promedio de San Miguel de Bernuy en el periodo 1961-2003 | Parámetros climáticos promedio de San Miguel de Bernuy en el periodo 1961-2003 | Parámetros climáticos promedio de San Miguel de Bernuy en el periodo 1961-2003 | Parámetros climáticos promedio de San Miguel de Bernuy en el periodo 1961-2003 | Parámetros climáticos promedio de San Miguel de Bernuy en el periodo 1961-2003 |
| Mes | Ene.                                                                           | Feb.                                                                           | Mar.                                                                           | Abr.                                                                           | May.                                                                           | Jun.                                                                           | Jul.                                                                           | Ago.                                                                           | Sep.                                                                           | Oct.                                                                           | Nov.                                                                           | Dic.                                                                           | Anual                                                                          |
| --- | ------------------------------------------------------------------------------ | ------------------------------------------------------------------------------ | ------------------------------------------------------------------------------ | ------------------------------------------------------------------------------ | ------------------------------------------------------------------------------ | ------------------------------------------------------------------------------ | ------------------------------------------------------------------------------ | ------------------------------------------------------------------------------ | ------------------------------------------------------------------------------ | ------------------------------------------------------------------------------ | ------------------------------------------------------------------------------ | ------------------------------------------------------------------------------ | ------------------------------------------------------------------------------ |
| Temp. media (°C) | 3.40                                                                           | 5.00                                                                           | 8.10                                                                           | 9.20                                                                           | 13.80                                                                          | 17.80                                                                          | 20.90                                                                          | 20.90                                                                          | 16.20                                                                          | 11.60                                                                          | 6.80                                                                           | 4.30                                                                           | 11.50                                                                          |
| Precipitación total (mm) | 50.90                                                                          | 42.00                                                                          | 38.20                                                                          | 51.80                                                                          | 59.40                                                                          | 42.80                                                                          | 22.60                                                                          | 16.80                                                                          | 33.60                                                                          | 50.20                                                                          | 57.30                                                                          | 48.60                                                                          | 514.10                                                                         |
| Fuente: Ministerio de Agricultura, Alimentación y Medio Ambiente. Datos de precipitación para el periodo 1961-2003 y de temperatura para el periodo 1987-2003 en San Miguel de Bernuy 4 de octubre de 2012 |                                                                                |                                                                                |                                                                                |                                                                                |                                                                                |                                                                                |                                                                                |                                                                                |                                                                                |                                                                                |                                                                                |                                                                                |                                                                                |

La inversión térmica es frecuente en Pecharromán, especialmente en invierno, en situaciones anticiclónicas fuertes que impiden el ascenso del aire y concentran la poca humedad en el valle, dando lugar a nieblas persistentes y heladas. Este fenómeno finaliza cuando al calentarse el aire que está en contacto con el suelo se restablece la circulación normal en la troposfera; suele ser cuestión de horas, pero en condiciones meteorológicas desfavorables la inversión puede persistir durante días.

## Historia
En 1834, a la caída del Antiguo Régimen la localidad se constituyó en municipio constitucional en la región de Castilla la Vieja, partido judicial de Fuentidueña.
En 1835, el partido judicial de Fuentidueña se integró en el partido judicial de Cuéllar.
En 1845, el municipio fue incluido en la demarcación del nuevo puesto de la Guardia Civil creado en Fuentidueña.
En 1911, el municipio pasó a depender del puesto de la Guardia Civil de Sacramenia.
En 1988, el municipio abandonó el partido judicial de Cuéllar para integrarse en el partido judicial de Sepúlveda.

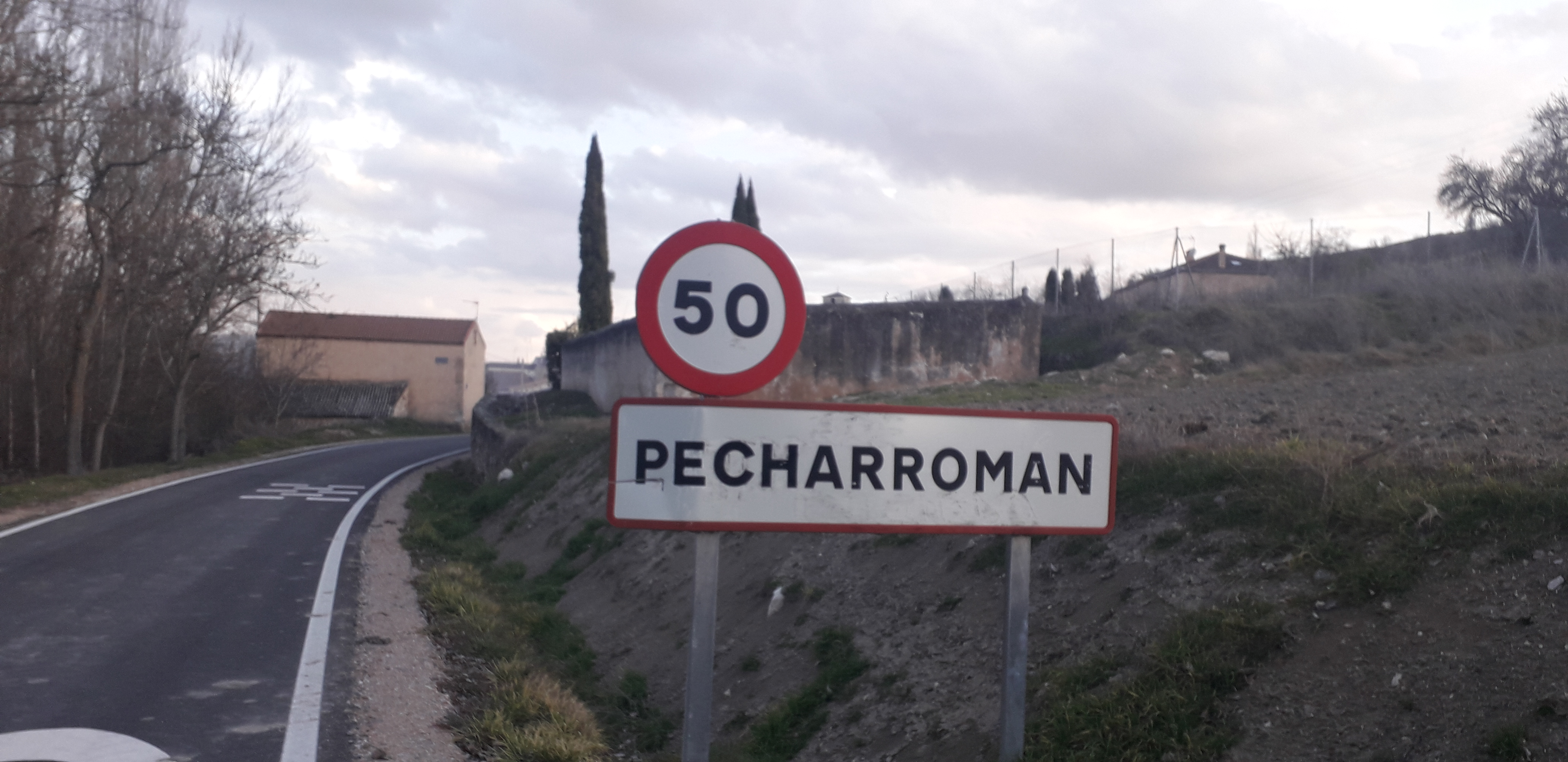
Entrada a Pecharroman

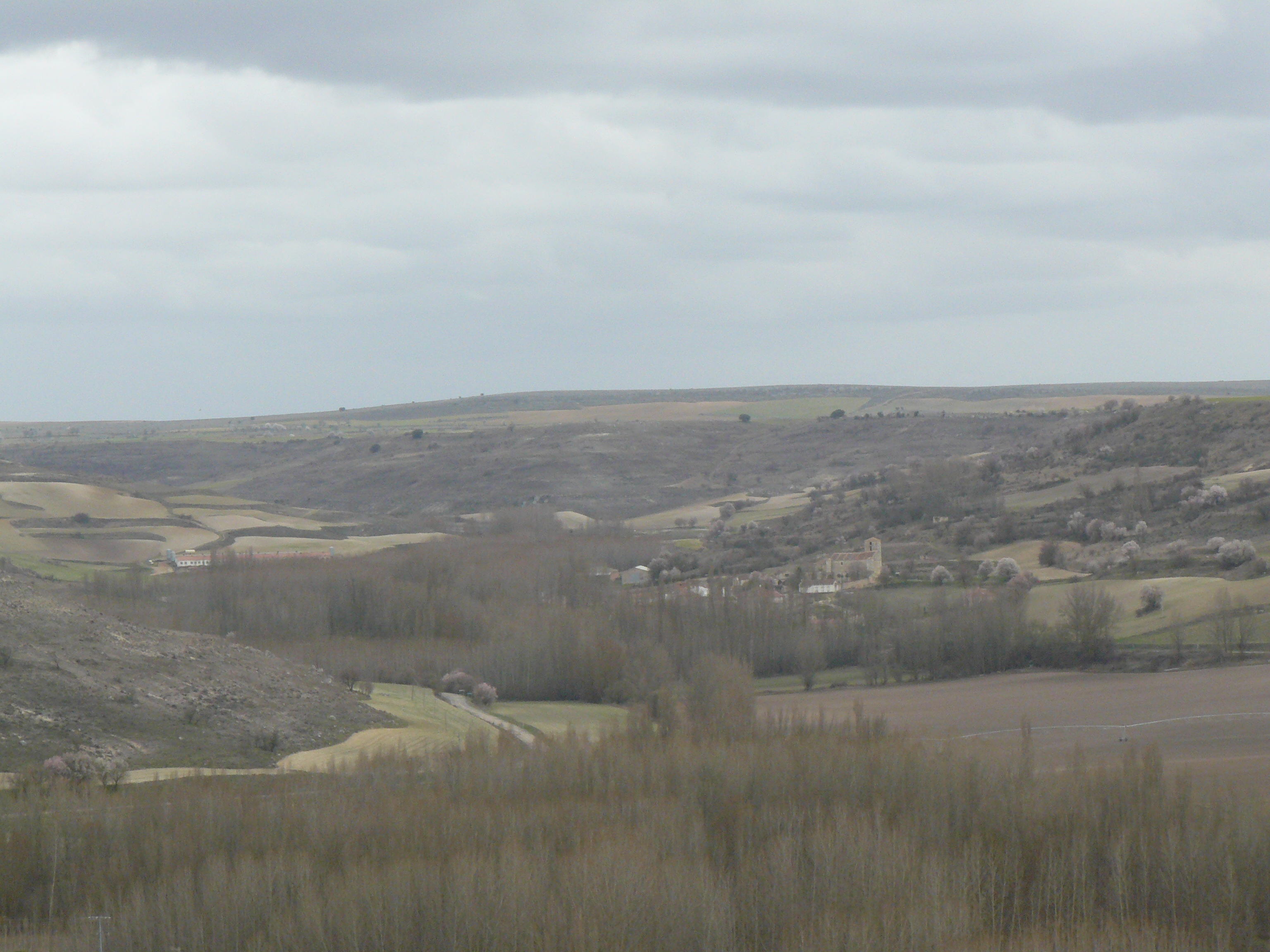
Pecharromán visto desde Sacramenia

## Demografía
Evolución de la población
| Gráfica de evolución demográfica de Pecharromán entre 1828 y 2022 |
| |
| Población según el Diccionario geográfico-estadístico de España y Portugal de Sebastián Miñano. Población de derecho (1842 que es población de hecho) según los censos de población del siglo XIX. Población de derecho (2000-2021) según el padrón municipal del INE. Población según el padrón municipal de 2022 del INE. |

## Patrimonio
- Iglesia de San Andrés, patrón de la localidad, que conserva vestigios románicos. Es especialmente interesante la portada norte con una arquivolta muy labrada con cabecillas demoníacas y humanas. Los capiteles son también dignos de mención.
- Iglesia de Santa María de Cárdaba (o de Santa Apolonia), único resto de un antiguo monasterio cuyos orígenes se remontan a principios del siglo X; conserva el ábside románico (siglo XII) y es de propiedad privada.
- Ermita de la Virgen del Prado.

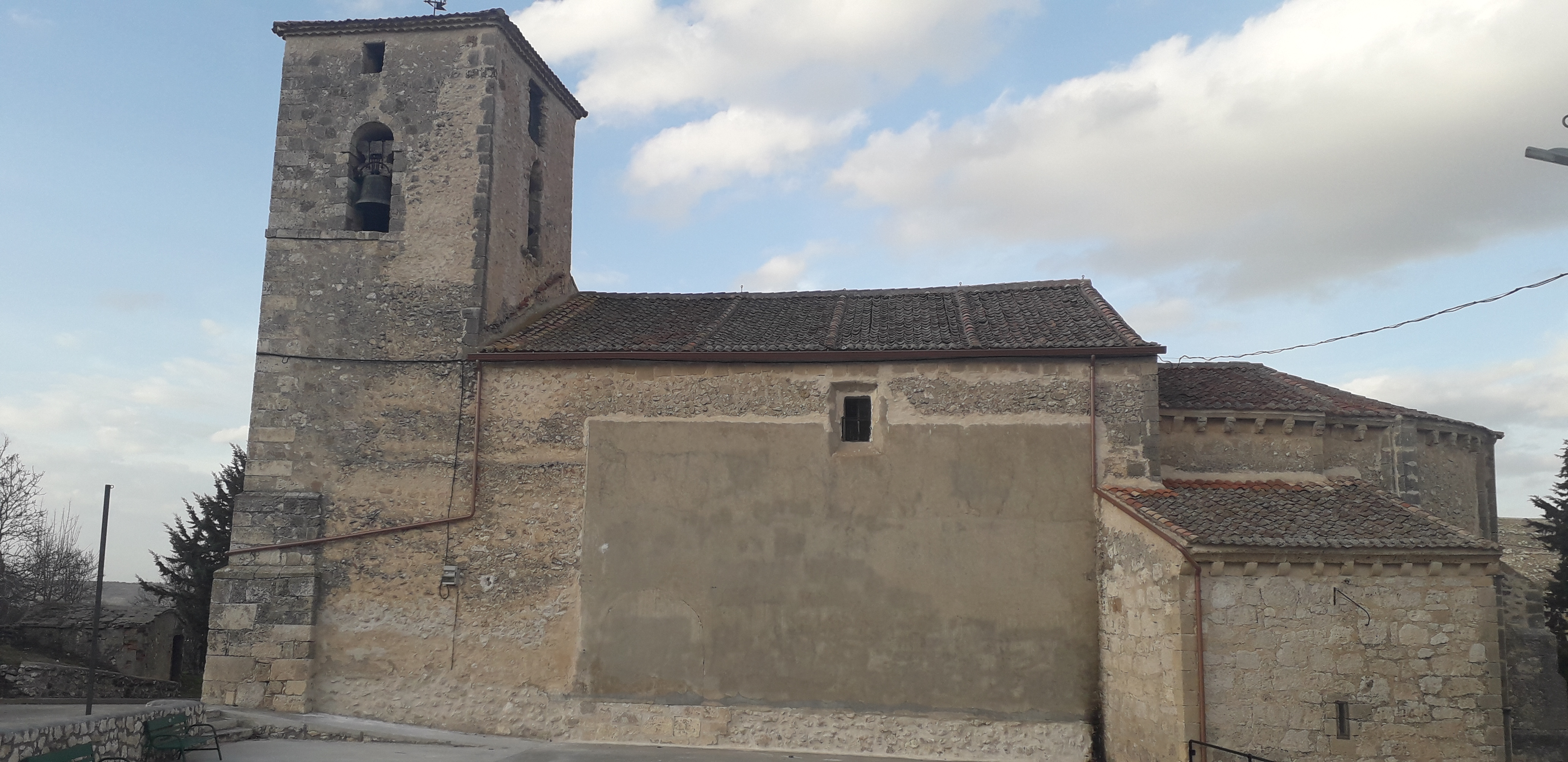
Iglesia de San Andrés
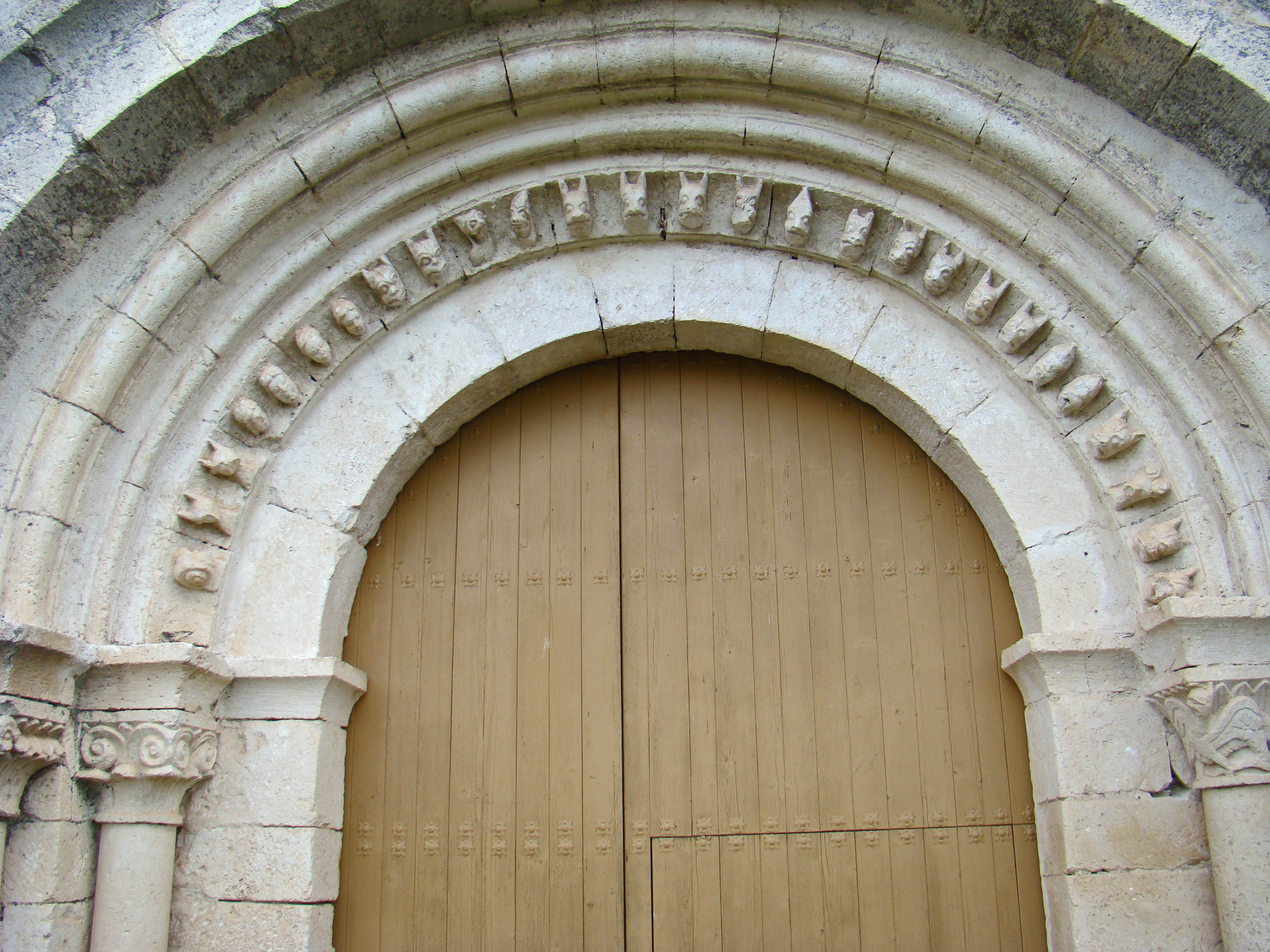
Detalle de la portada de San Andrés
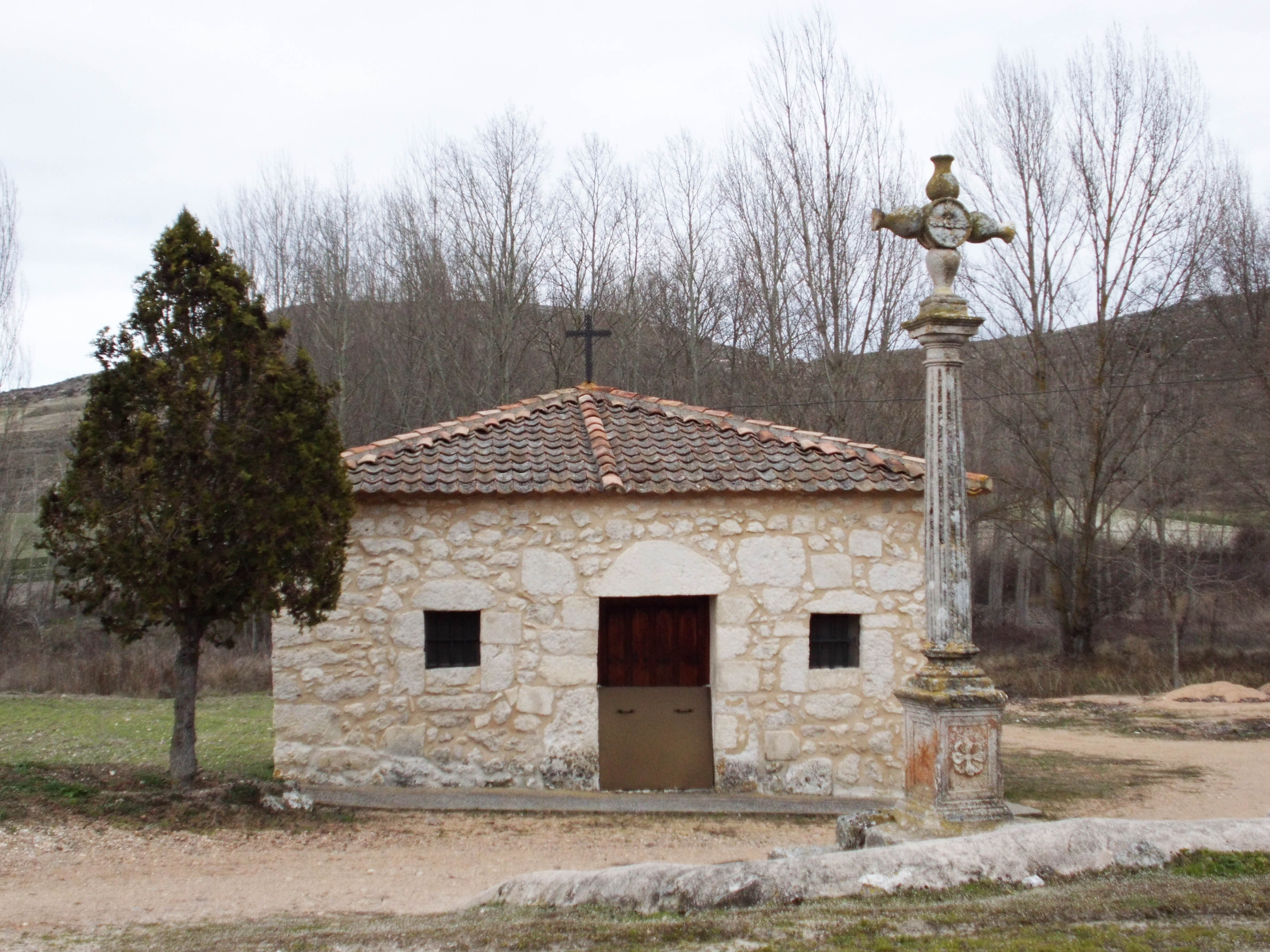
Ermita de la Virgen del Prado
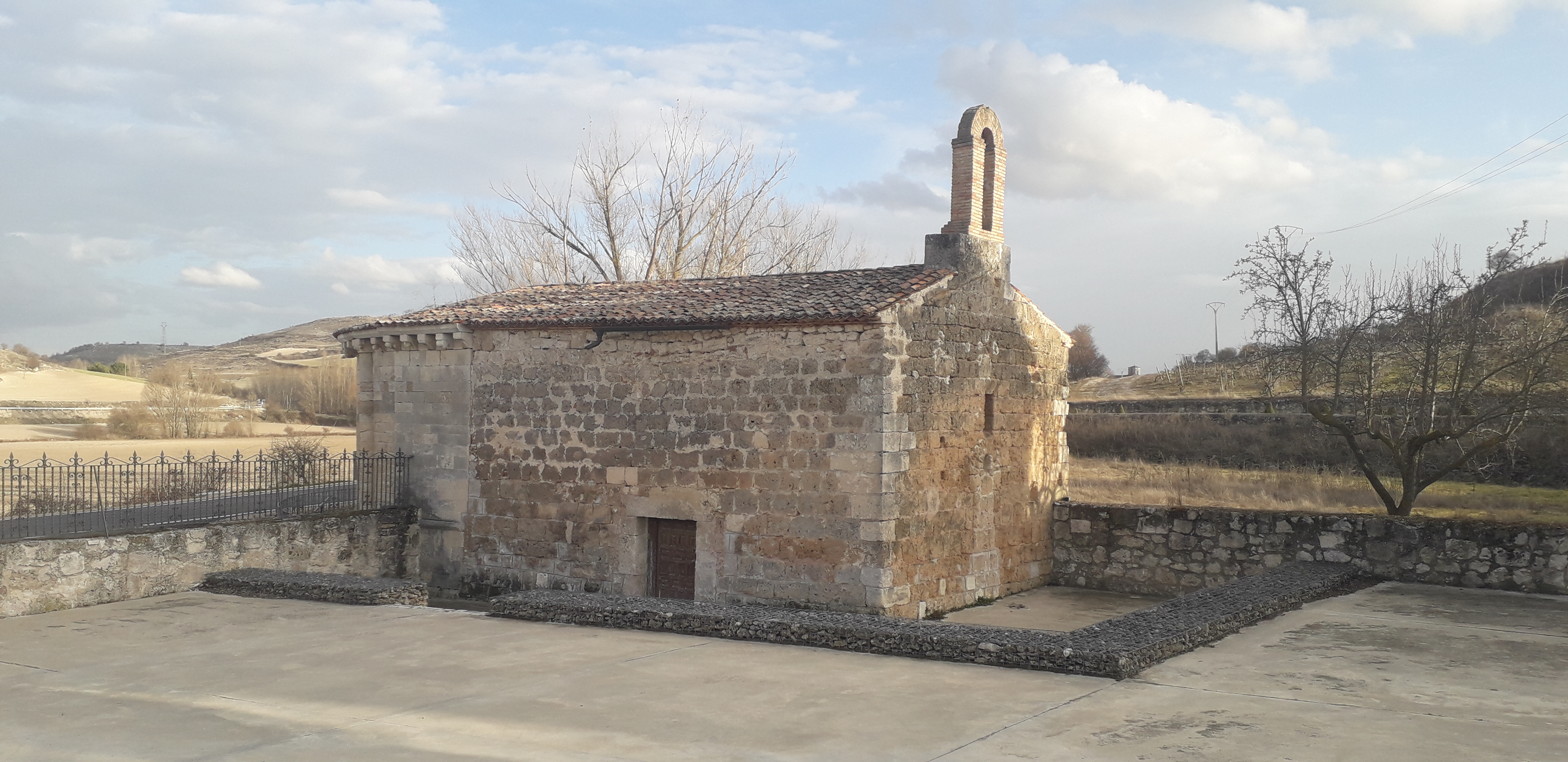
Ermita de Santa María de Cárdaba o de Santa Apolonia
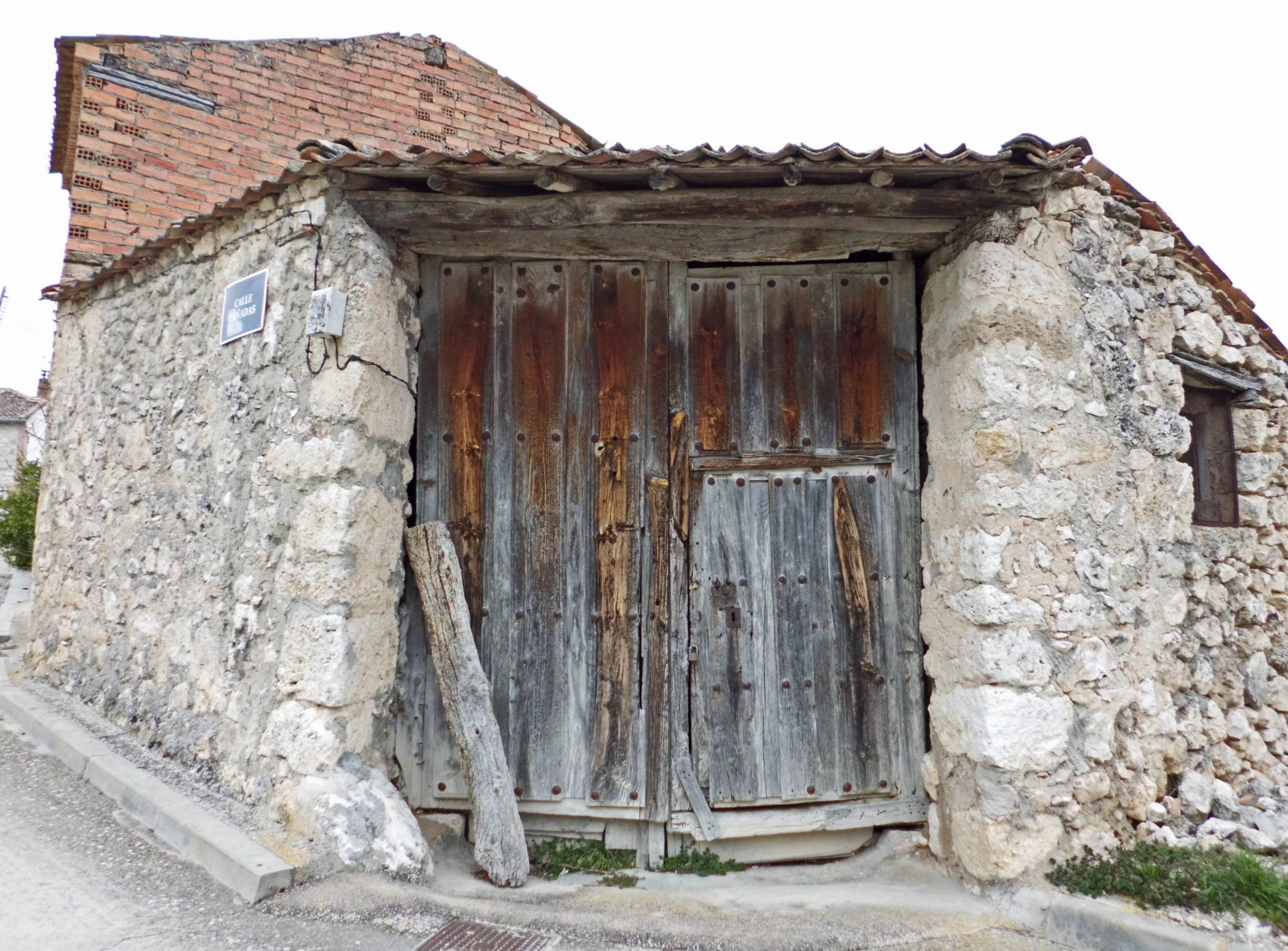
Arquitectura popular
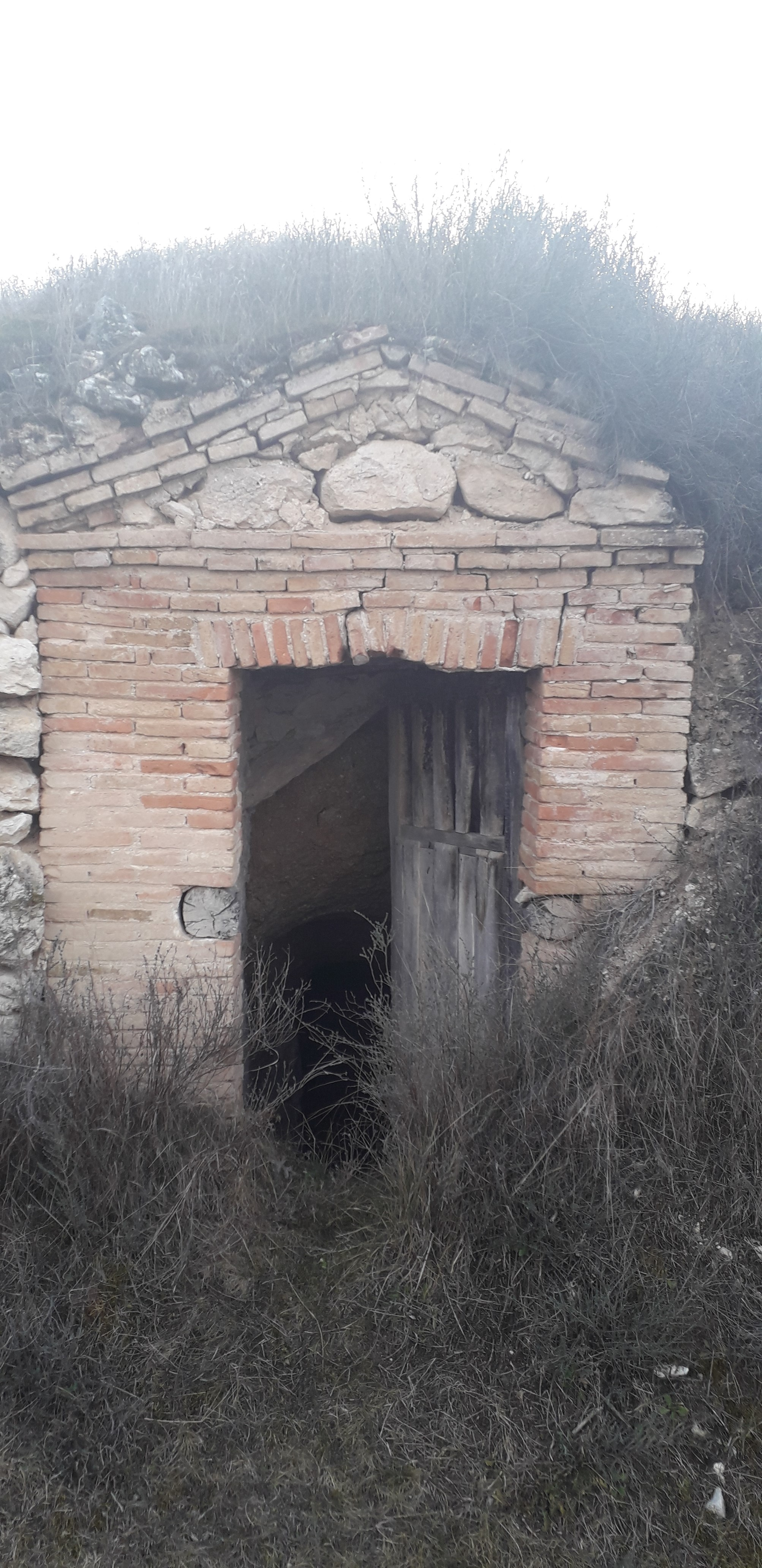
Bodega

### Artículos
- Bartolomé Herrero, Bonifacio (1995). «Una visita pastoral a la diócesis de Segovia durante los años 1446 y 1447». En la España Medieval (Madrid: Universidad Complutense de Madrid. Dept. de Historia Medieval) (18): 303-349. ISSN 0214-3038.

### Libros
- Hernansanz Navas, Justo (1985). Fuentidueña y su alfoz: notas histórico-arqueológicas. Autoedición. ISBN 978-84-398-4817-2.

- Villar García, Luis-Miguel (1990). Documentación medieval de la Catedral de Segovia (1115-1300). Salamanca: Ediciones Universidad de Salamanca, Ediciones Universidad de Deusto. ISBN 84-7481-601-7.

- García de Cortazar y Ruiz de Aguirre, José Ángel; Teja, Ramón (2006). Monjes y monasterios hispanos en la alta Edad Media. Aguilar de Campoo: Fundación Santa María la Real, Centro de Estudios Románicos. ISBN 978-84-89483-98-9.

- Herrero Hernánsanz, César (2006). Guía cultural de Fuentidueña y rutas culturales de Castilla. Autoedición. ISBN 978-84-611-1366-8.

- Cuéllar Lázaro, Juan (2007). Fuentidueña: comunidad de villa y tierra. Alcobendas: Real del Catorce, S.L. ISBN 978-84-935572-4-9.